# Anuyoga
Ne doit pas être confondu avec l’Anuyoga, deuxième voie tantrique interne dans la tradition bouddhique Nyingma.
Dans le jaïnisme, les textes Anuyoga sont des écrits sacrés de la branche digambara, écrits composés après les Purvas, les Angas et l'Angabahya. Le mot anuyoga se traduit par: exposé. Ils sont classés comme des textes post-canoniques. Ils auraient été rédigés entre le IIe et le XIe siècle de notre ère. Ils sont divisés en quatre livres et parlent de la vie des Tîrthankaras: les Maîtres éveillés, comme des règles de conduite à suivre pour les moines-ascètes et les laïcs, par exemple. Ce dernier point les rend important car de fait les textes dits Anuyoga recèlent des lois sacrées primordiales pour le croyant.
Les quatre livres des textes Anuyoga sont:
1. le Prathamanuyoga: des textes biographiques
2. le Karananuyoga: des textes scientifiques
3. le Charananuyoga: des textes moraux et religieux
4. le Dravyanuyoga: des textes philosophiques.